# Equipe 84
 (septembre 2016).
Equipe 84 est le nom d'un groupe musical italien formé à Modène en 1962. Le groupe est actif de 1962 à 1979 et de 1984 à 2014.

## Histoire
Le groupe Equipe 84 a été formé à Modène en 1962 par l'union de deux groupes modenais, « Giovani Leoni » et « Paolo & i Gatti ». Le nom « Equipe 84 » a été suggéré par Pier Parri, un ami du groupe. Le nombre 84 est probablement la somme des âges des membres du groupe l'année de la création de la formation ou le numéro du « Stock 84 ».

## Composants de la formation
- Maurizio Vandelli (1963–1978) : chant, guitare, clavier
- Victor Sogliani (1963–1978 and 1984–1995) : chant, basse
- Alfio Cantarella (1963–1970, 1973–1976) : batterie (Mort le 30 mars 2023[1].)
- Franco Ceccarelli (1963–1970 and 1984–2012) : chant, guitare
- Mike Shepstone (1970 ): batterie
- Franz Di Cioccio (1970–1971) : batterie
- Ruggero Stefani (1972) : batterie
- Paolo Siani (1976–1977) : batterie
- Dario Baldan Bembo (1970–1972) : clavier
- Thomas Gagliardone (1972–1978) : clavier

## Discographie partielle

### 33 tours
- 1965 - Equipe 84 (Vedette, VPA 8051)
- 1966 - Io ho in mente te (Dischi Ricordi, MRL 6053)
- 1968 - Stereoequipe (Dischi Ricordi, SMRL 6060)
- 1970 - ID (Dischi Ricordi, SMRL 6072)
- 1971 - Casa mia (Dischi Ricordi, SMRL 6086)
- 1973 - Dr. Jekyll e Mr. Hyde (Ariston Records, Ar 12107)
- 1974 - Sacrificio (Ariston Records, Ar 12134)
- 1989 - Un amore vale l'altro  (Rose Rosse, ROSE 5031)

### 45 tours
- 1964 - Liberi d'amare/Canarino va (Caravel, BRC 4006)
- 1964 - Papà e mammà/Quel che ti ho dato (Vedette, VVN 33081)
- 1965 - Ora puoi tornare/Prima di cominciare (Vedette, VVN 33090)
- 1965 - Notte senza fine/Se credi a quello che... (Vedette, VVN 33097)
- 1965 - La fine del libro/Cominciamo a suonare le chitarre (Vedette, VVN 33101)
- 1965 - Sei già di un altro/La den da da (Vedette, VVN 33104)
- 17 décembre 1965 - Liberi d'amare/Non guardarmi così (Hobby, HB 32)
- 1966 - Un giorno tu mi cercherai/L'antisociale (Vedette, VVN 33105)
- 1966 - Mi fa bene/Goodbye my love (Vedette, VVN 33112)
- 1966 - Io ho in mente te/Resta (Dischi Ricordi, SRL 10-418)
- 1966 - Bang bang/Auschwitz (Dischi Ricordi, SRL 10-438)
- 1967 - 29 settembre/È dall'amore che nasce l'uomo (Dischi Ricordi, SRL 10-452)
- 1967 - Nel cuore, nell'anima/Ladro (Dischi Ricordi, SRL 10.475)
- 1968 - Un anno/Nel ristorante di Alice (Dischi Ricordi, SRL 10.500)
- 1968 - Un angelo blu/Nella terra dei sogni (Dischi Ricordi, SRL 10.510)
- 1969 - Tutta mia la città/Cominciava così (Dischi Ricordi, SRL 10.534)
- 1969 - Pomeriggio: ore 6/E poi... (Dischi Ricordi, SRL 10.555)
- 1970 - Il sapone, la pistola, la chitarra e altre meraviglie/Devo andare (Dischi Ricordi, SRL 10.586)
- 1971 - 4 marzo 1943/Padre e figlio (Dischi Ricordi, SRL 10.620)
- 1971 - Casa mia/Buffa (Dischi Ricordi, SRL 10.635)
- 1971 - Una giornata al mare/Quel giorno (Dischi Ricordi, SRL 10.655)
- 1971 - Pullman/Non si può (Dischi Ricordi, SRL 10.677)
- 1973 - Diario/Senza senso (Ariston Records, AR 0591)
- 1973 - Clinica Fior di Loto S.p.a./Meglio (Ariston Records, AR 0616)
- 1974 - Mercante senza fiori/Sigaretta e via (Ariston Records, AR 0628)
- 1974 - Ageing World of Wisdom. [Mercante senza Fiori]/Feeling better now.[Meglio] (Ariston/Chantecler, 4-08-101-002)
- 1974 - Risvegliarsi un mattino/Se c'è (Ariston Records, AR 0643)
- 1975 - Sogni senza fine/Meditazione (Ariston Records, AR 0682)
- 1975 - Vai, amore vai/Signor playboy (Ariston Records, AR 0719)
- 1977 - Opera d'amore/Anguilla rock (Ariston Records, AR 0785)
- 1989 - La lunga linea retta/Rosa  (Rose Rosse, ROSE 4041)